# 神王厅
神王厅，位于中国广东省湛江市廉江市廉江中学，为湛江市廉江市的一个市级文物保护单位，类型为近现代重要史迹及代表性建筑，公布时间为1987年12月1日。
神王厅的历史年代为民国。